# Koi wa Sekai Seifuku no Ato de
Koi wa Sekai Seifuku no Ato de (jap.: 恋は世界征服のあとで) ist eine japanische Manga-Serie von Hiroshi Noda, die seit 2019 veröffentlicht wird. 2022 erschien eine Adaption als Animeserie, die international als Love After World Domination bekannt wurde. Die Geschichte erzählt von der heimlichen Liebe zwischen einem Helden und seiner Gegenspielerin.

## Inhalt
Die Superheldengruppe Gelato 5 wurde gegründet, um die böse Organisation Gekko zu bekämpfen. Die vom bösen Bosslar geführte Organisation hat die halbe Erde schon zerstört und will den Rest auch noch brennen sehen. Dafür sammeln sie die negativen Gefühle der Menschen, um damit immer mächtigere Monster zu schaffen. Obwohl sie eigentlich verfeindet sind, verlieben sich Gelato-Anführer und Kämpfer Red Gelato Fudō Aikawa (相川不動) und die Gekko-Kommandantin Desumi Magahara (禍原デス美) ineinander. Vor der Öffentlichkeit und ihren Kameraden müssen sie ihre Liebe jedoch geheim halten. Während der Kämpfe zwischen beiden Gruppen suchen sie sich ein Plätzchen abseits, um die Gelegenheit für ein heimliches Date zu nutzen, und falls sie entdeckt werden, täuschen sie einen Kampf vor. Auch in ihren Alltags-Identitäten als Oberschüler versuchen sie, sich zu treffen.
Der etwas naive, aber gutmütige Fudō kann vor seinen Teamkameraden bald nicht verbergen, dass er eine Freundin hat. Sie versuchen ihn zu unterstützen und treffen schließlich auch auf das Mädchen Desumi, dass sie aber nicht für die Shinigami Princess von Gekko halten. Der Green Gelato Daigo erinnert sich sogar mit Schrecken an die Bekanntschaft mit ihr in seiner Kindheit, als sie bereits so stark war, dass sie ihn ständig besiegt hat. Nur Pink Gelato Haru Arisugawa, die jüngste in der Gruppe, kommt hinter das Geheimnis des Paares, will sie aber der Liebe wegen auch weiter unterstützen.
Bei Gekko wird Desumi Magahara als Shinigami Princess von ihren Untergebenen als grausam gefürchtet, obwohl sie eigentlich niedliche Dinge mag und freundlich ist. Ihre Kumpaninnen aus der Prinzessinen-Reihe, die zusammen mit tierischen Monstern die Truppen führen, sind die draufgängerische Beast Princess Kiki Majima und die reservierte Steel Princess Kyōko Kuroyuri. Beide schauen zur erfolgreichen Shinigami Princess auf und sind überrascht, als sie erfahren, dass sie verliebt ist. Doch auch die Steel Princess verliebt sich – in Shinigamis Monster-Partner Culverin Bear, mit dem sie dann eine heimliche Beziehung führt. Ihre Ambitionen in der Organisation werden durch Desumis Beziehung gedämpft, schließlich will sie weiter mit Fudō zusammen sein können. So lehnt sie eine von Bosslar angebotene Beförderung zum Monster ab, da das das Ende der Beziehung bedeuten kann. Auch will sie nach der Schule – zusammen mit Fudō – studieren und sich nicht vollständig Gekko widmen. Auch wenn einige ihrer Kameraden und auch Bosslar sie respektieren, weil sie glauben die Shinigami Princess wolle so noch stärker werden, enttäuscht sie manche Kameraden und ihre Familie. Desumis Vater ist bereits lange ein einfacher Handlanger in der Organisation und die ganze Familie brennt für deren Ziele. Sie hätten gern einen weiteren Aufstieg ihrer Tochter gesehen. Desumis kleine Schwester verliert zunächst ihren Respekt vor ihr, da sie sie wegen der Liebe für schach hält, ehe sie die noch immer ungebrochene Stärke ihrer Schwester bezeugen kann. Schließlich lernt Desumis Vater sogar Fudō kennen, der bei einer überraschenden Begegnung als ein Handlanger von Gekko verkleidet.

## Veröffentlichung
Der Manga erscheint seit Oktober 2019 im Magazin Gekkan Shōnen Magazine bei Kodansha. Der Verlag bringt aktuell die Kapitel auch gesammelt in bisher fünf Bänden heraus. Eine englische Übersetzung erschien bei Kodansha USA Publishing, eine italienische bei J-Pop.

## Anime
Die Animeserie wurde von Project No.9 produziert. Regie führte Kazuya Iwata und das Drehbuch schrieb Satoru Sugizawa. Das Charakterdesign stammt von Akemi Kobayashi. Die Tonregie übernahm Satoshi Motoyama.
Die 12 Folgen wurden vom 8. April bis 24. Juni 2022 auf Tokyo MX. Die Plattform Crunchyroll veröffentlicht die Serie international per Streaming, unter anderem mit deutschen und englischen Untertiteln.

### Synchronisation
| Rolle                                | japanischer Sprecher (Seiyū) |
| ------------------------------------ | ---------------------------- |
| Fudō Aikawa / Red Gelato             | Yūsuke Kobayashi             |
| Desumi Magahara / Shinigami Princess | Ikumi Hasegawa               |
| Daigo Todoroki / Green Gelato        | Junji Majima                 |
| Hayato Ōji / Blue Gelato             | Kazuyuki Okitsu              |
| Misaki Jingūji / Yellow Gelato       | Nene Hieda                   |
| Haru Orisugawa / Pink Gelato         | Rina Hidaka                  |
| Culverin Bear                        | Hiroki Yasumoto              |
| Kiki Majima / Beast Princess         | Kana Hanazawa                |
| Kyōko Kuroyuri / Steel Princess      | Hisako Kanemoto              |
| Anna Hōjō / Heat Princess            | Ayane Sakura                 |
| Bosslar                              | Tomokazu Sugita              |
| Professor Big Gelato                 | Chafurin                     |

### Musik
Die Musik der Serie komponierten Satoshi Hono und Ryunosuke Kasai. Das Vorspannlied ist Koi wa Explosion (恋はエクスプロージョン) von Ōishi und Hiroki Yasumoto. Der Abspann ist unterlegt mit Koi wa Sekai Teiri to Tomo ni (恋は世界定理と共に), gesungen von Dialogue+.